# 加藤寛大
加藤寛大（かとう ともひろ、1976年12月3日 - ）は山陰で活動している構成作家、編集長、広告プランナー。鳥取県米子市出身。血液型はB型。星座はいて座。株式会社カミナリ代表取締役社長。

## 来歴・人物
- FM山陰「編集会議」では、かなりの確率でモテたいと発言している。
- 山陰地方ではラジオ番組にも出演している。
- BSSテレビで放送中の笑劇的電音箱の構成作家を担当している。
- また、本業は広告プランナーだけだと誌面で語っている。
- フリーペーパー「マズル」の編集長である。
- フジテレビアナウンサーの中野美奈子の大ファンである。

| スタブアイコン | サブスタブ | この項目は、まだ閲覧者の調べものの参照としては役立たない、人物に関連した書きかけの項目です。この項目を加筆・訂正などしてくださる協力者を求めています（P:人物伝/PJ:人物伝）。 |